# Speelman en Speelman
Speelman en Speelman is een cabaretduo, gevormd door Joost en Daan Speelman. Deze broers zijn opgegroeid in Ermelo en hebben hun thuisbasis in Haarlem. Ze werden tweede op het Amsterdams Kleinkunst Festival in 2005.
Ze zijn nu in de theaters te zien met hun voorstelling Optimisten. Ze speelden eerder op het Terschellingse Oerol Festival en het Amsterdamse Vondelpark in het Openluchttheater.
Begin 2008 is hun debuutalbum "Oog van de Orkaan" uitgekomen in samenwerking met JB Meijers. Het album bestaat uit nummers van hun voorstelling ‘Niet over één spoor’ en een aantal toegevoegde nummers.

## Discografie

### Albums
| Album met eventuele hitnotering(en) in de Nederlandse Album Top 100 | Datum van verschijnen | Datum van binnenkomst | Hoogste positie | Aantal weken | Opmerkingen |
| ------------------------------------------------------------------- | --------------------- | --------------------- | --------------- | ------------ | ----------- |
| Oog van de orkaan                                                   | 2008                  | -                     |                 |              |             |
| Wakker in de stad                                                   | 23-04-2010            | 01-05-2010            | 23              | 3            |             |

### Singles
| Single met eventuele hitnotering(en) in de Nederlandse Top 40 | Datum van verschijnen | Datum van binnenkomst | Hoogste positie | Aantal weken | Opmerkingen                 |
| ------------------------------------------------------------- | --------------------- | --------------------- | --------------- | ------------ | --------------------------- |
| Nu iets voor later                                            | 2012                  | -                     |                 |              | Nr. 79 in de Single Top 100 |